# Massimiliano Bernini
Pour les articles homonymes, voir Bernini.
Massimiliano Bernini (Viterbe, 24 mai 1975) est un homme politique italien.

## Biographie
En 2013, il est élu député de la circonscription Lazio 2 pour le Mouvement 5 étoiles.